# 澄海行政区划沿革
澄海区位于中华人民共和国广东省东部，于明嘉靖四十二年正月丁未（1563年2月20日）初置县，1994年4月18日撤县设市（县级），2003年1月19日撤市设区，现为汕头经济特区的一部分，行政区划经历多次演变。

## 明清时期

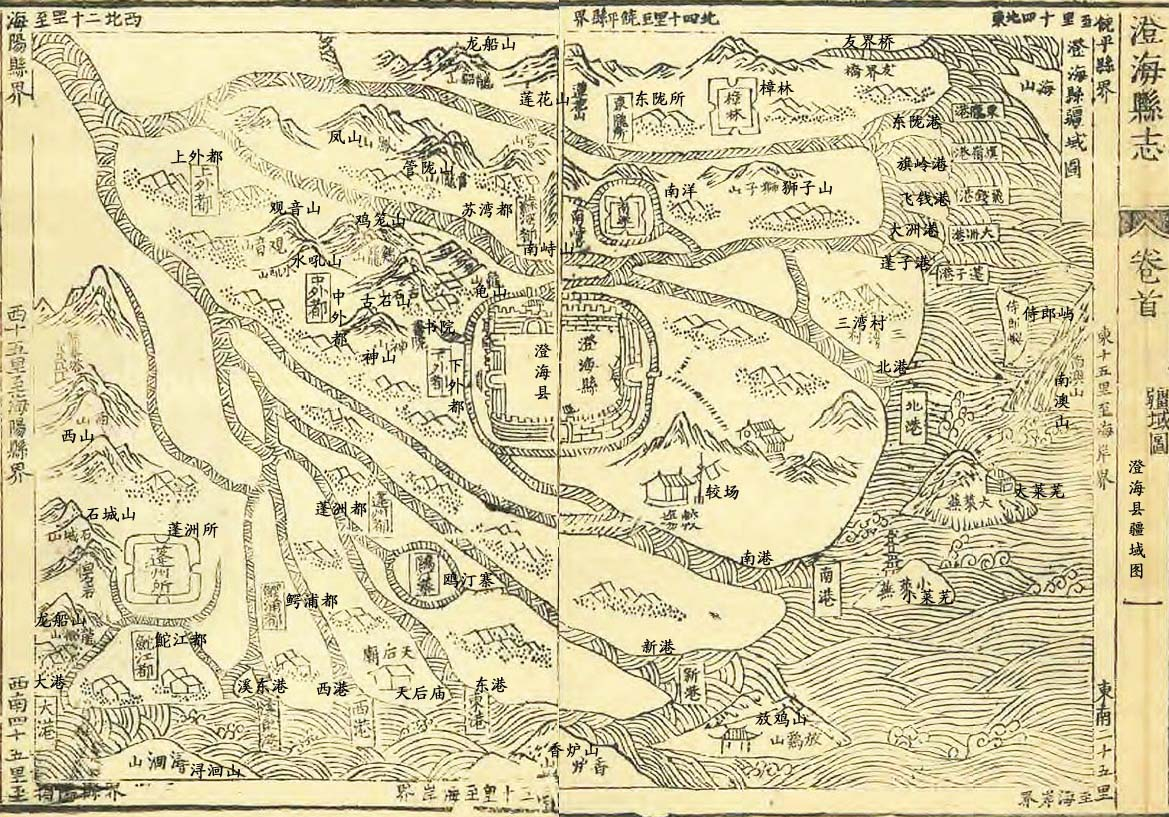
清嘉庆澄海县疆域图

明嘉靖四十二年正月丁未（1563年2月20日），划潮州府海阳县的上外莆、中外莆、下外莆等三都，揭阳县的蓬州、鮀江、鳄浦等三都，饶平县的苏湾都，共7个都八十二图(乡)一百三十四村置澄海县，县名取“澄靖海氛”之意，治所设于下外莆都之辟望村（今澄海区中心城区），隶属潮州府。清嘉庆十九年（1814年）时澄海县划分为2个乡，7个都．58个图，138个村。
| 澄海县区划一览表（嘉庆十九年/1814年）                 |                              | |
| 行政隶属：广东省潮州府 县治：辟望村（怀德乡下外莆都） |                              | |
| 乡                                                    | 都                           | 村 |
| 怀德乡                                                | 下外莆都 （分九图）          | 辟望(含县城及岭亭、詹莱两村)、南岭(属岭亭)、岭亭、詹莱、港口(安定)、仙家、信宁、昆美、外埔、东湖、埔美、田寮(龙田)、尾埭、上埭(之前尾埭、上埭合在一起称埭头尾)、下窖、上窖(玉窖)、田中仔、冠陇(冠山) |
| 怀德乡                                                | 中外莆都 （分两图）          | 华富、峰下、内陇、北陇、官湖、石牌、上坑、下坑、斗门(之前石牌、上坑、下坑、斗门合在一起称石斗坑)、山边、东头、后溪、渡头(图濠)、仙人桥 |
| 怀德乡                                                | 上外莆都 （分三图）          | 东林、洪桥、横陇、庄湖心、林湖心、沟头、南界、剃林(紫林)、曲池(菊池)、夏塘 |
| 怀德乡                                                | 苏湾都 （分十图）            | 南洋、州子寨、程洋冈、前溪、管陇、里美、梅州、董坑、仙门、唐陇、梅圃、埭头、仙市(新市)、大沙头、南砂寨、北汕头、西陇、水寨、月窟、樟林、塘西、鸿沟(黄芒沟)、盐灶埔、曹坑、杜王洲、潮港、港口(港咀)、沟内、湾兴、坛头、陶辈、南畔洲、平乐埔、窖尾、海后、新寮、陈厝洲、蔡寮、西埭头、上岱美、下岱美、东岱美 |
| 延德乡                                                | 蓬洲都 （分十一图）          | 大牙(大衙)、富砂、沈洲、内陇。外砂、下埔、横窖(凤窖)、渔洲、 疍家园、石厝陇(万石)、鸥汀背、浮陇、东墩、吉贝陇、林铁陇(西畔)、鲎坞(华坞)、砂尾(金砂)、官埭大路、打铁洲、流尾、溪东西、西陇、赤窖、岐山、洋边                                                                                                |
| 延德乡                                                | 鮀江都 （分十五图）          | 西陇、溪东、蛇浦市、流合岭港尾、下底、大井(玉井)、大场、天港箔子(箔子已废，只存天港)、沙浦、莲塘、举橙(举登)、小坑、所内、北门外、港尾、西园陇、石头岭、新寮、八斗、浔洄、北山寮 |
| 延德乡                                                | 鳄浦都 （分八图）            | 园前、大小长桥、沟头、月浦上中下寨、小山兜、湖头市、水吼桥、沙沟。 |
| 延德乡                                                | 资料来源：明嘉庆《澄海县志》 | |

## 民国时期

### 抗战以前
民国3年（1914年）置潮循道以辖粤东二十五县，治所设于澄海县汕头埠，民国9年（1920年）撤潮循道改设潮梅善后处，澄海县属之。民国10年(1921年)，澄海县废都设区，全县划为在城、上外、中外、苏南、东陇、樟林、上蓬、下蓬、鳄浦、鮀江十区。同年，汕头埠、崎碌、妈屿和龙眼、长厦、新湖、陵海、炮台、华坞、浔洄等村共面积17.75平方公里析出成立市政厅（汕头市），与澄海分治。民国11年(1922年)始实施保甲制。民国l4年（1925年）撤潮梅善后处并成立东江行政善后处，后改为东江行政委员公署，澄海属之。民国18年(1929年)，上外、中外2个区合为上中区。民国21年（1932年）10月，全县各级实施自治，全县设九区，辖116个乡2个镇，并改隶东区绥靖委员公署，民国23年(1934年)增设至120个乡2个镇。

| 澄海县区划一览表（民国21年/1932年）                   |         | |
| 行政隶属：广东省东区绥靖委员公署 县治：第一区（在城） |         | |
| 区                                                    | 乡镇数  | 乡镇 |
| 第一区（在城）                                        | 15乡    | 东社乡、西社乡、南社乡、北社乡、岭亭乡、东湖乡、外埔乡、信宁乡、港口乡、昆美乡、龙田乡、冠山乡、玉窖乡、华窖乡、上埭乡                                                   |
| 第二区（上中）                                        | 18乡    | 第一乡、第二乡、第三乡、第四乡、第五乡、第六乡、第七乡、第八乡、第九乡、第十乡、第十一乡、第十二乡、第十三乡、第十四乡、第十五乡、第十六乡、第十七乡、第十八乡           |
| 第三区（鳄浦）                                        | 4乡     | 月浦乡、水吼乡、霞露乡、沟南乡 |
| 第四区（苏南）                                        | 19乡    | 第一乡、第二乡、第三乡、第四乡、第五乡、第六乡、第七乡、第八乡、第九乡、第十乡、第十一乡、第十二乡、第十三乡、第十四乡、第十五乡、第十六乡、第十七乡、第十八乡、第十九乡 |
| 第五区（东陇）                                        | 1镇10乡 | 东陇镇、东陇乡、南明保乡、银砂乡、南砂乡、三岱美乡、岱头(埭头)乡、梅州乡、董坑乡、唐陇乡、仙门乡                                                                         |
| 第六区（樟林）                                        | 1镇13乡 | 樟林镇、东社乡、西社乡、南社乡、北社乡、塘西乡、新兴街乡、仙奁(仙陇)乡、鸿沟乡、盐灶乡、坛头乡、月窟乡、上西垄乡、樟南乡                                                 |
| 第七区（上蓬）                                        | 13乡    | 第一乡、第二乡、第三乡、第四乡、第五乡、第六乡、第七乡、第八乡、第九乡、第十乡、第十一乡、第十二乡、第十三乡                                                             |
| 第八区（下蓬）                                        | 12乡    | 鸥汀上乡、鸥汀下乡、官埭乡、浮陇乡、东墩乡、金砂乡、华坞乡、岐山乡、渔洲上乡、渔洲下乡、赤窖乡、西陇乡                                                                   |
| 第九区（鮀江）                                        | 12乡    | 玉井上乡、玉井下乡、莲塘乡、皖浦乡、金场乡、赖厝乡、溪东乡、天港乡、蓬洲乡、举橙(举登)乡、港尾乡、沙浦乡                                                                 |
| 资料来源：1992年《澄海县志》                          |         | |

民国25年(1936年)，鮀江、鳄浦2个区合并为鮀浦区，同年改隶第五区行政督察专员公署。

### 抗战时期及抗战后
民国26年(1937年)，全县整编为3个区，即第一区(在城与上中2个区并)、第二区(苏南、东陇、樟林3个区合并)、第三区(上蓬、下蓬、鮀浦3个区并)，共辖62个乡，6个镇。民国27年(1938年)，鮀浦从第三区析出为第四区，时全县四区分56个乡，6个镇，至民国29年(1940年)再度调整为63个乡镇。
| 澄海县区划一览表（民国34年/1945年）                 |         | |
| 行政隶属：广东省第五区行政督察专员公署 县治：第一区 |         | |
| 区                                                  | 乡镇数  | 乡镇 |
| 第一区                                              | 5镇12乡 | 东社镇、西社镇、南社镇、北社镇、岭亭镇、东湖乡、外埔乡、宁美乡、埭窖乡、冠山乡、龙田乡、华坑乡、图山乡、夏南乡、龙湖乡、岛东乡、港口乡                                             |
| 第二区                                              | 1镇21乡 | 东陇镇、东陇乡、南砂乡、银砂乡、埭头美乡、建阳乡、渡亭乡、南湾乡、水南乡、樟林乡、鸿沟乡、盐灶乡、南徽乡、涂城乡、兰溪乡、四德乡、永平乡、槐泽乡、敦睦乡、德邻乡、北湾乡、程洋冈乡 |
| 第三区                                              | 17乡    | 上社乡、中社乡、龙头乡、东溪乡、大衙乡、鸥汀上乡、鸥汀下乡、官埭乡、东墩乡、金砂乡、坝头乡、华埔(下埔)乡、渔洲上乡、渔洲下乡、月浦乡、岐山乡、浮陇乡                               |
| 第四区                                              | 7乡     | 鮀东乡、鮀西乡、鮀南乡、鮀北乡、鮀中乡、浦沟乡、浦霞乡 |
| 资料来源：1992年《澄海县志》                        |         | |

民国35年(1946年)4月撤区并乡，全县划为27个乡，4个镇，辖231个村镇。民国36年(1947年)第五区行政督察专员公署改为第六区行政督察专员公署。民国37年(1948年)，全县复划为4个区，辖27个乡，4个镇。民国38年(1949年)4月，广东省政区扩编，澄海划归第八区行政督察专员公署管辖。
| 澄海县区划一览表（民国35年/1946年） |        | |
| 行政隶属：广东省东区绥靖委员公署    |        | |
| 乡                                  | 辖村数 | 村镇名 |
| 城北镇                              | 5      | 北社、西社、吴厝、埔尾、溪墘下 |
| 城南镇                              | 8      | 水归池、岭亭、南社、望美、凤冈里、水溜口、尾埭、陈厝 |
| 城中镇                              | 1      | 东社 |
| 上中乡                              | 19     | 横陇、龙尾、东林头、东林尾、涵头、溪东、斗门(岛门)、山边、高衬、沟头、南界、厦塘(夏塘)、菊池、剩林、图濠、沙坝、吕厝、湖心、洪桥                                                                       |
| 秀水乡                              | 5      | 东湖、外埔、信宁、港口、水沟尾(昆美) |
| 冠华乡                              | 5      | 冠山、仙美、玉窖、华窖、上埭 |
| 龙华                                | 8      | 上坑、下坑、官湖、北陇、峰下、龙田、内陇、华富 |
| 莲南乡                              | 5      | 神州、建阳、德邻、敦睦、槐泽 |
| 湾渡乡                              | 4      | 南湾、北湾、东湾、渡亭 |
| 莲中乡                              | 6      | 凤州、程洋岗、前溪、管陇、永平、四德 |
| 莲北乡                              | 4      | 内底、凃城、北李、北朱 |
| 水南乡                              | 4      | 梅州、董坑、仙门、唐陇 |
| 南砂乡                              | 4      | 南砂、南畔州、明德里、仙市 |
| 银砂乡                              | 4      | 埭头美、梅浦、弓兜、银砂 |
| 东陇镇                              | 2      | 东陇市、东里村 |
| 樟林乡                              | 3      | 月窟、头冲、塘西 |
| 盐鸿乡                              | 3      | 坛头、盐灶、鸿沟 |
| 上社乡                              | 14     | 新州(沈州)、内陇、外砂、王厝、尾州仔、大坪、五香溪、新塭、四合、大沙沟、沙沟仔、戟沟、咸塭、红肉塭 |
| 中社乡                              | 29     | 沙尾、浮州、十八户、路窟、南宅、上三合、头合、下牛埔、陈厝围、中三合、中头合、上牛埔、六合、新溪、下三合、八合、七合、九合、新村、十合、六份、下九合、大东坝、公坝、桶盘围、十一合、下十合、坝尾、新坪 |
| 大东乡                              | 8      | 大衙、富砂、东溪、南社、凤窖、龙头、下埔、新乡 |
| 坝头乡                              | 27     | 剑门、牛担、大埔窟、三目、东塭埔、凤苔墩、涂池、头坛(头份)、头围、二围、三围、四围、五围、六围、七围、八围、九围、十围、十三围、大坝、北港、内八十亩、外八十亩、百二两、外灰厝、柴井、南港             |
| 浮墩乡                              | 3      | 浮陇、东墩、吴厝 |
| 鸥汀乡                              | 2      | 鸥汀、西畔 |
| 金华乡                              | 1      | 金砂 |
| 渔州乡                              | 12     | 疍家园、渔州上、翁厝、李厝、渔州下、龙尾、石厝陇、吉贝陇、打铁州、西溪、田地、龙地 |
| 官埭乡                              | 20     | 洋边、官埭、海边、坑田、稽厝、周厝塭、何高围、陈厝围、吴厝围、方温、东合、张厝、万合围、黄湖、纪厝围、大围、内坞、枝子围、东坝仔、十一合州                                                             |
| 岐山乡                              | 5      | 赤窖、西陇、岐山、大窖、新乡 |
| 鮀中乡                              | 6      | 岭头、西园陇、西陇、大场、玉井、天港 |
| 鮀西乡                              | 3      | 新寮、八斗、植农 |
| 鮀东乡                              | 4      | 大头西陇、蓬州、沙浦、鮀浦 |
| 鳄浦乡                              | 7      | 霞露、梅岭、园前、湖头市、山沟、沟头、林厝寮 |
| 资料来源：1992年《澄海县志》        |        | |

## 中华人民共和国时期

### 共和国初期
1949年中共建政后，澄海全境划为附城、苏南、苏北、上华、上蓬、下蓬、鮀浦以及隆都(当年自饶平县划入)八区，同时将隆都区的厚洋堤村划归潮安县，并将潮安县的溢洋和东山两村划入。1949年12月3日潮汕临时专员公署成立，1950年2月10日潮汕区行政督察专员公署成立，同年10月1日又改设潮汕专员公署，澄海县先后属之。1951年5月因土地改革需要新置海滨区及溪南区，海滨区辖苏南区的南湾乡、北湾乡和四联乡、上蓬区的建南乡和建北乡、附城区的秀水乡6个乡，溪南区辖苏北区的银砂乡、水南乡、埭头乡、和浦乡、岱美乡、新联乡，同时划隆都区的十五乡归苏北区。同年，附城区改设城关镇。1951年7月，粤东办事处成立，次年澄海县属之，并于同年10月1日起属潮汕专员公署。是年，全县共设1个区级镇和9个区，辖74个乡和4个乡级镇。
| 澄海县行政区划（1951年）                        |            |                                                                            |
| 行政隶属：广东省潮汕专员公署 县政府驻地：城关镇 |            |                                                                            |
| 区（镇）                                        | 乡（镇）数 | 乡（镇）                                                                   |
| 城关镇                                          | 1乡级镇3乡 | 西门乡、埔美乡、岭亭乡，在城镇                                             |
| 苏南区                                          | 1乡级镇7乡 | 永新乡、维新乡、南徽乡、涂城乡、八联乡、三联乡、德邻乡，槐睦镇             |
| 苏北区                                          | 1乡级镇8乡 | 东陇镇、新光乡、仁荣乡、生礼乡、观平乡、建民乡、盐坛乡、上隆新乡、下隆新乡 |
| 溪南区                                          | 6乡        | 水南乡、埭头乡、岱美乡、银砂乡、和浦乡、新联乡                             |
| 隆都区                                          | 1乡级镇6乡 | 隆中乡、北社乡、西社乡、西章乡、隆西乡、西灵乡，店市镇                     |
| 上华区                                          | 9乡        | 华仙乡、豪华乡、华夏乡、华东乡、华光乡、华田乡、华蓬乡、华北乡、华南乡     |
| 上蓬区                                          | 8乡        | 上东乡、蓬南乡、洲畔乡、上社乡、蓬中乡、北中乡、东南乡、西南乡             |
| 下蓬区                                          | 9乡        | 渔一乡、渔二乡、鸥一乡、鸥二乡、浮陇乡、东墩乡、官一乡、官二乡、官三乡     |
| 鮀浦区                                          | 9乡        | 鮀东乡、鮀西乡、鮀南乡、鮀北乡、鮀中乡、月浦乡、鮀浦乡、岐山上乡、岐山下乡 |
| 海滨区                                          | 9乡        | 北湾乡、南湾乡、四联乡、建北乡、建南乡、港口乡、宁美乡、外埔乡、东湖乡     |

1952年6月南澳县撤销建制，改称为澄海县特区（因国务院没有批准，没有对外公布），全区成立7个行政乡，即隆东、隆西、东山、西山、云澳、深澳、青澳。1953年5月，南澳恢复县级建制，特区撤销。
| 澄海县行政区划（1952年）                        |            |                                                                            |
| 行政隶属：广东省潮汕专员公署 县政府驻地：城关镇 |            |                                                                            |
| 区（镇）                                        | 乡（镇）数 | 乡（镇）                                                                   |
| 城关镇                                          | 1乡级镇3乡 | 西门乡、埔美乡、岭亭乡，在城镇                                             |
| 苏南区                                          | 1乡级镇7乡 | 永新乡、维新乡、南徽乡、涂城乡、八联乡、三联乡、德邻乡，槐睦镇             |
| 苏北区                                          | 1乡级镇8乡 | 东陇镇、新光乡、仁荣乡、生礼乡、观平乡、建民乡、盐坛乡、上隆新乡、下隆新乡 |
| 溪南区                                          | 6乡        | 水南乡、埭头乡、岱美乡、银砂乡、和浦乡、新联乡                             |
| 隆都区                                          | 1乡级镇6乡 | 隆中乡、北社乡、西社乡、西章乡、隆西乡、西灵乡，店市镇                     |
| 上华区                                          | 9乡        | 华仙乡、豪华乡、华夏乡、华东乡、华光乡、华田乡、华蓬乡、华北乡、华南乡     |
| 上蓬区                                          | 8乡        | 上东乡、蓬南乡、洲畔乡、上社乡、蓬中乡、北中乡、东南乡、西南乡             |
| 下蓬区                                          | 9乡        | 渔一乡、渔二乡、鸥一乡、鸥二乡、浮陇乡、东墩乡、官一乡、官二乡、官三乡     |
| 鮀浦区                                          | 9乡        | 鮀东乡、鮀西乡、鮀南乡、鮀北乡、鮀中乡、月浦乡、鮀浦乡、岐山上乡、岐山下乡 |
| 海滨区                                          | 9乡        | 北湾乡、南湾乡、四联乡、建北乡、建南乡、港口乡、宁美乡、外埔乡、东湖乡     |
| 特区                                            | 7乡        | 隆东、隆西、东山、西山、云澳、深澳、青澳                                   |

1953年，辟下蓬区的金砂村和鮀浦区的大窖村、岐山新村划归汕头市郊区，城关镇和上华区合并称第一区，苏南区称第二区，溪南与苏北合并称第三区，隆都称第四区，上蓬区称第五区，下蓬区称第六区，鮀浦区称第七区，海滨区称第八区(划出东湖、外埔、宁美、港口4个乡归第一区，南湾、北湾2个乡归第二区。上蓬区的洲畔村归第八区)，全县设8个区，辖123个乡3个乡级镇。1956年3月，实行撤区并乡，撤销原有8个区建制，将123个乡和3个乡级镇并为42个乡和2个乡级镇：

乡级镇：在城镇、东陇镇

乡：埔美乡、信宁乡、龙田乡、冠山乡、夏塘乡、沙坝乡、程洋冈乡、涂城乡、永新乡、潮港乡、槐泽乡、德邻乡、湾头乡、和州乡、南砂乡、银沙乡、塘陇乡、盐灶乡、鸿沟乡、樟林乡、十五乡、南溪乡、北社乡、店市乡、樟籍乡、风窖乡、李厝乡、龙头乡、北中乡、东南乡、洲畔乡、百二两乡、渔洲乡、鸥汀乡、浮陇乡、官埭乡、岐山乡、月浦乡、蓬洲乡、玉井乡、大场乡、鮀西乡

同年11月16日澄海县始属汕头专区。
1957年1月，以上原有的42乡和2个乡级镇被并为2个乡级镇和23个乡，合并方案如下：
| 1957年1月澄海县行政区划调整方案 |                                      |
| 新设乡（镇）                    | 原乡（镇）                           |
| 城关镇                          | 在城镇、埔美乡                       |
| 信宁乡                          | 信宁乡                               |
| 冠山乡                          | 龙田乡、冠山乡                       |
| 上华乡                          | 夏塘乡、沙坝乡                       |
| 程洋冈乡                        | 程洋冈乡                             |
| 莲阳上乡                        | 涂城乡、永新乡、盛州乡               |
| 莲阳下乡                        | 潮港乡、槐泽乡、德邻乡               |
| 湾头乡                          | 湾头乡                               |
| 溪南乡                          | 和州乡、南砂乡、银砂乡（除原岱美乡） |
| 水东乡                          | 塘陇乡、岱美乡（原属银砂乡）         |
| 盐鸿乡                          | 盐灶乡、鸿沟乡                       |
| 樟东镇                          | 东陇镇、樟林乡                       |
| 十五乡                          | 十五乡                               |
| 南溪乡                          | 南溪乡                               |
| 店市乡                          | 北社乡、店市乡                       |
| 樟籍乡                          | 樟籍乡                               |
| 风窖乡                          | 风窖乡                               |
| 外砂乡                          | 李厝乡、龙头乡                       |
| 新溪乡                          | 北中乡、东南乡                       |
| 坝头乡                          | 洲畔乡、百二两乡                     |
| 鸥汀乡                          | 渔洲乡、鸥汀乡                       |
| 官埭乡                          | 浮陇乡、官埭乡                       |
| 月浦乡                          | 岐山乡、月浦乡                       |
| 鮀浦乡                          | 蓬洲乡、玉井乡                       |
| 大场乡                          | 大场乡、鮀西乡                       |

1957年12月再度缩编，全县分城关镇和上华、苏南、隆都、溪南、苏北、海滨、外砂、下蓬、鮀浦9个大乡，其中下蓬、鮀浦2个大乡于1958年3月划归汕头市。

### 人民公社化时期
1958年9月15日，澄海县人民公社成立，撤销区乡建制实行政社合一，并照搬中国人民解放军组织形式，将全县改编为4个支队，46个团，550个连，4130个排。第一支队包括今莲上、莲下、湾头、溪南4镇，第二支队包括今东里、盐鸿、隆都3镇，第三支队包括今澄城、上华2镇，第四支队包括今外砂、新溪2镇。1959年1月澄海撤县并全部并入汕头市郊区，并于5月将各支队依次改名为苏南公社、苏隆公社、澄海公社、外砂公社，其后陆续分拆。

1959年11月，汕头市析澄海、苏南、苏北、溪南、隆都、上华、坝头7个公社复置澄海县。1961年4月，外砂公社划归澄海县，并于同年6月将其分拆为外砂公社和新溪公社；10月4日又将苏北公社分拆为东陇公社、盐鸿公社、十五乡公社；1964年7月3日再从城关、东陇两公社中分别析置城镇、东陇镇两镇。1965年，下蓬、鮀浦、岐山、官埭四公社陆续划归澄海。1967年3月22日汕头专区设汕头地区军事管制委员会，澄海属之，同年3月16日改隶汕头地区革命委员会。 

| 澄海县行政区划（1965年）                    |                | |
| 行政隶属：广东省汕头专区 县政府驻地：在城镇 |                | |
| 镇                                          |                | |
| 镇                                          | 居民办事处个数 | 居民办事处 |
| 在城镇                                      | 4              | 城东、城西、城南、城北 |
| 东陇镇                                      | 3              | 第一居民办事处、第二居民办事处、第三居民办事处 |
| 人民公社                                    |                | |
| 公社                                        | 生产大队数     | 生产大队 |
| 城关公社                                    | 13             | 埔美、西门、岭亭、美埭、昆美、南美、东门、港口、信亍、外埔、东湖、仙居、新乡 |
| 上华公社                                    | 13             | 冠山、上窖、下窖、上埭、龙田、华富、下坑、渡头、下陈、南界、横陇、沙坝、岛门 |
| 苏南公社                                    | 36             | 南湾、海后、北村、东湾、北湾、南份、盛州、渡亭、蔡寮、上村、下村、沟内、陈厝州、新寮、建阳、许厝、神州、李厝宫、槐泽、德邻、永新、竹林、兰苑、上巷、涂城、南徽、程美、管陇、潜溪、银溪、云一、云二、东乡、窨东、窖西、内底(里美) |
| 溪南公社                                    | 21             | 董坑、梅州、仙门、塘陇、梅浦、仙市、大新、海岱、埭头、上埭、下埭、口厝、弓兜、外蚁、内厝、银北、云英、东社、南社、西社、北社 |
| 东陇公社                                    | 12             | 北联、东和、仁荣、南社、观一、头冲、塘西、新兴街、月窟、东陇、南州、和州 |
| 盐鸿公社                                    | 9              | 坛头、上社、中社、上厝、港头、鸿一、鸿二、鸿三、鸿四 |
| 十五乡公社                                  | 16             | 隆城、溪西、三洲、南美、下寨、林畔、雅道、南塘、后浦、上墩、下长宁、新楼、西浦、东浦、碧砂、梅陇 |
| 隆都公社                                    | 16             | 下西、东山、南溪、上西、后沟、樟籍、前埔、鹊巷、福洋、后埔、上北、下北、后溪、前美、店市、前沟 |
| 坝头公社                                    | 8              | 洲畔、南港、头份、涂池、大埔窟、百二两、柴井、北港 |
| 外砂公社                                    | 17             | 凤窖、南社、大街、东溪、富砂、金洲、内陇、李厝。林厝、蓬中、下蔡、龙头、凤美、华老、华新、仁和、五香 |
| 新溪公社                                    | 15             | 北中、上头、中头、下头、上三、下三、中三、七合、八合、东南、大兴、东升、六份、西南、十一合 |
| 下蓬公社                                    | 6              | 鸥上、鸥下、万吉西、渔上、渔下、渔五 |
| 官埭公社                                    | 8              | 浮西、浮东、官一、周厝塭、夏桂埔、陈厝合、辛厝寮、充公 |
| 鮀浦公社                                    | 10             | 鮀西、赖厝、大场、天港、玉井、鮀东、蓬洲、鮀北、两丰、双丰 |
| 岐山公社                                    | 5              | 铁西、月浦、上岐、中岐、下岐 |

1968年苏南公社易为东方红公社；1969年5月，东陇镇并入东里公社(由东陇公社改名所得)；1970年2月16日，在城镇并入城关公社，下蓬、官埭并为下蓬公社。1972年12月26日，将东方红公社分拆为莲上、莲下、湾头三公社。1974年1月，城关公社分拆为在城镇和城关公社；东里公社分设为东里镇和东里人民公社。同年下蓬、鮀浦、岐山3个公社划归汕头市郊区。

### 改革开放时期
1977年4月，城关公社和在城镇合并，成立在城镇人民政府，同年5月4日改称城关镇；1980年5月15日，东里公社和东里镇合并，成立东里镇人民政府。1980年1月1日改隶汕头地区行政公署。1983年12月地市合并，澄海县归汕头市管辖。
1984年行政区划制度改革，重新设区建乡，设11个区和2个区级镇，合130乡、1乡级镇，8居民办事处，30管理区。
| 澄海县行政区划（1984年）                  |                 | |
| 行政隶属：广东省汕头市 县政府驻地：城关镇 |                 | |
| 区镇                                      | 下辖政区数      | 下辖行政区 |
| 城关镇                                    | 5办事处14管理区 | 城东办事处、城西办事处、城南办事处、城北办事处、环东办事处，岭亭管理区、外埔管理区、西门管理区、港口管理区，信宁管理区、东湖管理区、埔美管理区、南门管理区、东门管理区、昆美管理区、仙居管理区、新乡管理区、上埭管理区、美埭管理区     |
| 东陇镇                                    | 3办事处16管理区 | 第一办事处、第二办事处、第三办事处，新陇管理区、河美管理区、南社管理区、东和管理区、北联管理区、观一管理区、头冲管理区、塘西管理区、新兴街管理区、月窟管理区、东陇管理区、明德管理区、大围管理区、和洲管理区、石丁管理区、南畔洲管理区 |
| 盐鸿区                                    | 9乡             | 港头乡，上社乡、中社乡、上厝乡、鸿一乡、鸿二乡、鸿三乡、鸿四乡、坛头乡 |
| 溪南区                                    | 17乡            | 东社乡、西社乡、南社乡、北社乡、董坑乡、水东乡、仙市乡、海岱乡、埭头乡、上岱美乡、下岱美乡、银西乡，外蚁乡、内厝乡、银北乡、云英乡、梅州乡                                                                                             |
| 十五乡区                                  | 9乡             | 隆南乡、隆华乡、隆北乡、东光乡、溪西乡、南美乡，南塘乡、下长宁乡、碧东梅乡 |
| 莲上区                                    | 7乡             | 涂城乡、永新乡、竹林乡、兰苑乡、上巷乡、盛洲乡、南徽乡 |
| 莲下区                                    | 16乡            | 槐东乡、槐泽乡、德邻乡、建阳乡、李厝宫乡、渡亭乡、蔡寮乡、潮港乡、建新乡、程洋冈乡、窖陇乡、潜溪乡、银云乡、东前溪乡、神州乡、许厝乡                                                                                                   |
| 湾头区                                    | 5乡             | 北湾乡、南湾乡、海后乡、北村乡、东湾乡 |
| 隆都区                                    | 15乡1乡级镇     | 东上乡、南溪乡、上西乡、后沟乡、樟籍乡、前埔乡、鹊巷乡、福洋乡、后埔乡、上北乡、下北乡、后溪乡、前美乡、下西乡、前沟乡，店市镇(含前溪村、店市居民办事处)                                                                               |
| 上华区                                    | 17乡            | 冠山乡、上窖乡、下窖乡、龙田乡、峰下乡、华富乡、北陇乡，上下坑乡、渡头乡、下陈乡、南界乡、横陇乡、东林美乡、陇美乡、湖心乡、岛门乡、东林头乡                                                                                           |
| 坝头区                                    | 8乡             | 涂池乡、洲畔乡、南港乡、头份乡、大埔窟乡、柴井乡、北港乡、百二两乡 |
| 外砂区                                    | 16乡            | 蓬中乡、林厝乡、风窖乡、南社乡、大衙乡、东溪乡、富砂乡、金洲乡、内陇乡、李厝乡、下蔡乡、龙头乡、华老乡、华新乡、仁和里乡、五香溪乡 |
| 新溪区                                    | 11乡1居民办事处 | 北中乡、上头合乡、中下头乡、三合乡、下三合乡、七合乡、东兴乡，东升乡、六份乡、西南乡、十一合乡；新溪居民办事处 |

1986年11月开始大规模撤区置镇，先后撤销乡130个和乡级镇1个店市镇）建制，设13个镇，撤并中原属隆都区的下西乡也被划归新置的东里镇。
| 澄海县行政区划（1987年）                  |            |            | |
| 行政隶属：广东省汕头市 县政府驻地：澄城镇 |            |            | |
| 镇                                        | 村委会个数 | 居委会个数 | 村/居委会（自然村） |
| 澄城镇                                    | 8          | 11         | 居民委员会：城东、城南、城北、城西、环东、港口、信宁、东湖、西门、岭亭、外埔 村民委员会：东门、昆美、仙居、新乡、上埭、埔美、美埭、南门 |
| 东里镇                                    | 15         | 7          | 居民委员会：西园、中兴、东桥、新陇、南社、塘西、河美 村民委员会：北联、东和、新兴街、月窟、观一、东陇(上西陇、水寨、东陇)、头冲、明德、南畔洲、大围(大围、大洲)、和洲、石丁、西洋、龙潭、石头坑(石头坑，下南溪) |
| 盐鸿镇                                    | 8          | 1          | 居民委员会：港头 村民委员会：坛头、上社、中社、上厝、鸿一、鸿二、鸿三、鸿四 |
| 十五乡镇                                  | 18         | 1          | 居民委员会：隆南 村民委员会：隆华、隆北、东光、溪西、南美、三洲、下寨、南塘、林畔、雅道、下长宁、上墩、后浦、西浦、碧砂、新楼(新楼、上长宁)、东浦、梅陇 |
| 溪南镇                                    | 20         | 1          | 居民委员会：南社 村民委员会：董坑、梅州、仙门、塘陇、梅浦、仙市、海岱、大新(大渡头，新埠)、埭头、上岱美(东岱美、上岱美)、下岱美、口厝、弓厝、外蚁、内厝、银北、东社、西社、北社，云英(牛埔、英合) |
| 隆都镇                                    | 14         | 1          | 居民委员会：店市(前溪许、美头、陇下、店市) 村民委员会：东山、南溪、上西(东乡、夏厝、田边、樟山、大巷、冠美、关脚、后沟(后沟、东沟)、前沟(前沟、后蔡、沟墘、仙地头)、前埔、樟籍(樟籍、湖东、欧厝、堤仔尾、杨厝、邓厝)、鹊巷(鹊巷、占厝，、福洋、后埔(上社、下社、龙溪、白沙宫、湖墘、路头张、宁厝埔、后埔、堤兜、长其洋)、上北(宅头、潭美、后陈、古宅、新乡、侯邦、溢洋、龙美)、下北(前陇、乔梓里、下欧、何厝、贡林、云路头、贡余)、后溪、前美(前溪陈、居美) |
| 莲上镇                                    | 6          | 2          | 居民委员会：涂城(闸门仔新乡、涂城、回玲新乡)、永新(凤洲、溪坪新乡、永新) 村民委员会：竹林、兰苑、上巷、盛洲、南徽、里美 |
| 莲下镇                                    | 17         | 6          | 居民委员会：槐东、槐泽、德邻、建阳、许厝、李厝宫 村民委员会：渡亭、蔡寮、上村，下村、沟内、陈厝洲、新寮、程洋冈(程洋冈、仙美)、管陇、窖东、窖西、潜溪、银溪、云一、云二、东前溪、神州 |
| 湾头镇                                    | 5          | 1          | 居民委员会：北湾 村民委员会：南湾，南份，海后，北村，东湾 |
| 坝头镇                                    | 7          | 1          | 居民委员会：涂池(涂池、三目、娘宫、大坝) 村民委员会：洲畔(咸塭、四合、企马线、大山沟、下水、山沟仔、透寮、东围、沟茂)、南港(四围、五围、六围、七围、八围、九围、十围、围塭)、头份(四十亩、头围、二围、三围、头份)、大埔窟(大埔窟、牛担、风台墩)、柴井、北港、百二两(百二两、八十亩、东塭仔、灰厝) |
| 上华镇                                    | 28         | 1          | 居民委员会：冠山(冠山、仙龙) 村民委员会：上窖、下窖、龙田、峰下、华富、北陇、内陇、官湖、上坑、下坑、下陈(下陈、廖厝)、菊池、南界、渡头(渡头、紫林)、蔡厝、太蛟、蛟头叶、横陇、东林美、沙坝、涵吕(涵头、吕厝)、山边、东林头、陇美、湖心、岛门、云乔、下东溪 |
| 外砂镇                                    | 15         | 2          | 居民委员会：蓬中、林厝 村民委员会：凤窖、南社、大衙、东溪、富砂、金洲、内陇、李厝、下蔡、龙头、凤美、华埠、新华(新华、土尾)、仁和里、五香溪(五香溪、上塌) |
| 新溪镇                                    | 15         | 1          | 居民委员会：新合 村民委员会：北中(刘厝湖、南皇、十八户、韩祠、张厝弼、下港堀、新田塭、老田塭、上牛埔、下牛埔、学埔)、上头合(上头合、笱篱)、中三合、中头合(中头合、海埔底)、上三合(上三合、四合)、东南、八合(八合、裙带条)、下三合(下三合、陈厝园)、大兴、七合(六合、七合)、东升(大十合、十合仔、公媪、桶盘围、廿亩内)、六份、西南(下九合、下十合、坝尾)、下头合、十一合(十一合、四围、糖寮埔)                                                               |

### 县级市时期
1994年4月18日，民政部批复（民行批[1994]56号）澄海撤县设澄海市，由汕头市代管，行政区划不变。同年，十五乡镇更名为莲华镇。1996年2月29日，澄海市撤销市区澄城镇建制，将其区域和上华镇划出的冠山等11个乡一起，分设澄华、凤翔、广益三街道，全市辖3街道12镇。2002年经省人民政府批准，同意撤销澄海市坝头镇和湾头镇建制，将其管辖的行政区域分别并入凤翔街道和莲下镇，全市辖8镇3街道办事处。

### 市辖区时期
2003年1月19日，经国务院批准，汕头行政区划调整，澄海将外砂、新溪两镇划分至龙湖区，同时撤市设立澄海区，成为汕头市辖区。 
2007年底，澄华街道在新城区增设华文、华冠两社区。2010年6月9日，澄海区调整了澄华与广益两街道的行政界线，将宜馨花园、御景苑、金裕苑等住宅区划入澄华街道（属华冠社区）。 
澄海区现辖3个街道（凤翔、澄华、广益）、8个镇（莲下、莲上、莲华、东里、溪南、盐鸿、上华、隆都）。 
| 汕头市澄海区行政区划（2009年）              |        |          | |
| 行政隶属：广东省汕头市 区政府驻地：澄华街道 |        |          | |
| 镇                                          | 社区数 | 行政村数 | 社区/行政村 |
| 凤翔街道                                    | 19     |          | 环东社区、城东社区、城南社区、港口社区、信宁社区、东湖社区、外埔社区、东门社区、昆美社区、仙居社区、南门社区、涂池社区、洲畔社区、南港社区、头份社区、柴井社区、北港社区、百二两社区、大埔堀社区                                                 |
| 广益街道                                    | 11     |          | 城北社区、埔美社区、新乡社区、华富社区、峰下社区、官湖社区、内陇社区、北陇社区、上坑社区、龙坑社区、龙田社区 |
| 澄华街道                                    | 10     |          | 城西社区、西门社区、岭亭社区、上埭社区、美埭社区、上窖社区、下窖社区、冠山社区、华文社区、华冠社区 |
| 上华镇                                      |        | 14       | 渡头村、下陈村、菊池村、南界村、蔡厝村、太蛟村、横陇村、蛟头叶村、陇尾村、东林头村、东林美村、岛门村、山边村、湖心村 |
| 隆都镇                                      | 1      | 14       | 店市社区、东山村、南溪村、上西村、前沟村、后沟村、前埔村、樟籍村、鹊巷村、福洋村、后埔村、上北村、下北村、后溪村、前美村 |
| 莲下镇                                      |        | 30       | 渡亭村、蔡寮村、上村，下村、沟内村、陈厝洲村、新寮村、建阳村、许厝村、李厝宫村、槐泽村、槐南村、槐东村、立德村、神州村、程洋岗村、窖东村、窖西村、云一村、云二村、银溪村、潜溪村、东前溪村、管陇村、北湾村、南湾村、南份村、北村、东湾村、海后村 |
| 莲上镇                                      |        | 8        | 涂城村、永新村、竹林村、兰苑村、上巷村、盛洲村、南徽村、里美村 |
| 溪南镇                                      |        | 21       | 南社村、董坑村、仙门村、塘陇村、梅浦村、仙市村、口厝村、弓兜村、外蚁村、内厝村、上岱美村、大新村、海岱村、埭头村、银北村、云英村、东社村、西社村、北社村、梅洲村、下岱美村                                                                       |
| 东里镇                                      | 3      | 19       | 西园社区、中兴社区、东桥社区、塘西村、南社村、新陇村、河美村、北联村、东和村、月窟村、大围村、和洲村、新兴街村、南畔洲村、石头坑村、观一村、头冲村、明德村、西洋村、龙潭村、东陇村、石丁村                                                       |
| 盐鸿镇                                      | 1      | 8        | 港头社区、坛头村、上社村、中社村、上厝村、鸿一村、鸿二村、鸿三村、鸿四村 |
| 莲华镇                                      |        | 17       | 隆南村、隆华村、隆北村、东光村、溪西村、南美村、后浦村、上墩村、新楼村、下长宁村、西浦村、南塘村、雅道村、碧砂村、东浦村、梅陇村、莲新村 |